# Giosuè Carducci
Giosuè Carducci (Val di Castello pokraj Luce, 27. srpnja 1835. – Bologna, 16. veljače 1907.), talijanski pjesnik.
U mladosti republikanac, a poslije monarhist Carducci je osnovao neoklasicistički književni pokret, koji poezijom reagira na romantizam svojega doba. U njemu se osjeća povijesno-patriotska tendencija te parnasovski odraz i veza sa suvremenim europskim strujanjima. Poeziji, koja mu 1906. donosi Nobelovu nagradu za književnost, najviše je dao zbirkom "Novi stihovi". Poznat je i kao kritičar i prozni pisac.
Zaslužan je za objavljivanje najznačajnijeg djela pisca Giuseppe Cesare Abbae, njegovih memoara tal. "Da Quarto al Volturno: noterielle d'uno dei Mille"